# Eesti Päevaleht
De Eesti Päevaleht (afgekort EP of EPL) is een Estisch dagblad dat in 1995 ontstond na een fusie van de kranten Hommikuleht, Päevaleht en Rahva Hääl. Met een oplage van 36.600 stuks in september 2008 was het indertijd de op twee na (respectievelijk Postimees en Õhtuleht) bestverkochte krant in Estland.
Het is eigendom van de Ekspress Grupp, die ook de nieuwswebsite Delfi beheert en het weekblad Eesti Ekspress uitgeeft. Jaan Manitski, voormalig minister van Buitenlandse Zaken, was via zijn bedrijf Vivarone een van de twee aandeelhouders. Hij gaf begin 2011 zijn aandelen aan de Ekspress Grupp in ruil voor de eigendom van het onroerend goed (zoals kantoorpanden) van Eesti Päevalehe AS, de organisatie waar de krant onderdeel van was. De redactie van Eesti Päevaleht ging in maart 2012 samen met die van Delfi.